# Tiro esportivo nos Jogos Insulares de 2019
Nos Jogos Insulares de 2019, as competições de Tiro esportivo serão realizadas entre os dias 6 e 12 de julho no Clay Shooting Range, no Clay Sports Coordinator, no Pistol Shooting Range, no Pistol Sports Coordinator, no Rifle Shooting Range e no Rifle Sports Coordinator, em Gibraltar. 

## Resultados[2]

### Masculino
| Evento                                        | Ouro                                       | Ouro  | Prata                                                | Prata | Bronze                                               | Bronze |
| --------------------------------------------- | ------------------------------------------ | ----- | ---------------------------------------------------- | ----- | ---------------------------------------------------- | ------ |
| Pistola de ar 10 metros (ISSF)                | Saaremaa Nemo Tabur                        | 229.9 | Ilha de Wight Perron Phipps                          | 226   | Gibraltar Daniel Louis Payas                         | 205.9  |
| Pistola de ar 10 metros (ISSF) - Equipe       | Ilha de Wight Perron Phipps / Matthew Reed | 1109  | Saaremaa Roland Maimre / Nemo Tabur                  | 1091  | Ilha de Man Joshua Holden / Nathan Holden            | 1090   |
| Pistola de 50 metros (ISSF)                   | Saaremaa Nemo Tabur                        | 491   | Minorca Pedro Salord                                 | 481   | Gotland Pontus Nordgren                              | 474    |
| Pistola de 50 metros (ISSF) - Equipe -        | Ilha de Wight Perron Phipps / Matthew Reed | 945   | Gibraltar Jonathan David Patron / Daniel Louis Payas | 928   | Saaremaa Roland Maimre / Nemo Tabur                  | 928    |
| Pistola padrão 25 metros (ISSF)               | Gibraltar Jonathan David Patron            | 548   | Gotland Peter Nordgren                               | 541   | Saaremaa Roland Maimre                               | 537    |
| Pistola padrão 25 metros (ISSF) - Equipe      | Gotland Peter Nordgren / Pontus Nordgren   | 1087  | Saaremaa Roland Maimre / Nemo Tabur                  | 1075  | Gibraltar Jonathan David Patron / Daniel Louis Payas | 1038   |
| Pistola Center-fire 25 metros (ISSF)          | Saaremaa Nemo Tabur                        | 573   | Saaremaa Roland Maimre                               | 551   | Åland Fredrik Blomqvist                              | 530    |
| Pistola Center-fire 25 metros (ISSF) - Equipe | Saaremaa Roland Maimre Nemo Tabur          | 1129  | Gotland Thomas Larsson Olof Widing                   | 1055  | Åland Fredrik Blomqvist Mikael Johansson             | 1045   |
| Prone Smallbore Rifle 50 metros (ISSF)        | Orkney Robert Spence                       | 615.6 | Ilha de Wight Dominic Cowen                          | 614.8 | Ilha de Wight Andrew Whittall                        | 612.6  |
| Carabina de ar 10 metros (ISSF)               | Jersey Cameron Pirouet                     | 247.9 | Gibraltar Dailen Broton                              | 238.5 | Guernsey Paul Guillou                                | 213.8  |

### Feminino
| Evento                                      | Ouro                                      | Ouro  | Prata                                     | Prata | Bronze                                      | Bronze |
| ------------------------------------------- | ----------------------------------------- | ----- | ----------------------------------------- | ----- | ------------------------------------------- | ------ |
| Pistola de ar 10 metros (ISSF)              | Jersey Nicola Holmes                      | 1095  | Gotland Eva Widing                        | 1057  | Ilha de Wight Imogen Moss                   | 890.1  |
| Pistola de ar 10 metros (ISSF) - Equipe     | Jersey Nicola Holmes / Mary Norman        | 1058  | Ilha de Wight Imogen Moss / Shelley Moss  | 1054  | Gibraltar Sasha Alexdottir / Bettina Manner | 1052   |
| Pistola esportiva 25 metros (ISSF)          | Guernsey Nikki Trebert                    | 550   | Jersey Nicola Holmes                      | 540   | Gotland Eva Widing                          | 532    |
| Pistola esportiva 25 metros (ISSF) - Equipe | Guernsey Rebecca Margetts / Nikki Trebert | 1080  | Ilha de Wight Imogen Moss / Shelley Moss  | 1066  | Jersey Nicola Holmes / Mary Norman          | 1048   |
| Pistola padrão 25 metros (ISSF) -           | Guernsey Nikki Trebert                    | 526   | Gotland Eva Widing                        | 519   | Ilha de Wight Imogen Moss                   | 501    |
| Pistola padrão 25 metros (ISSF) - Equipe    | Ilha de Wight Imogen Moss / Shelley Moss  | 1017  | Guernsey Rebecca Margetts / Nikki Trebert | 926   | Jersey Amy Hall / Mary Norman               | 896    |
| Prone Smallbore Rifle 50 metros (ISSF)      | Gotland Jehnny Gardelin                   | 605.5 | Gibraltar Mairead Lourdes Anne Sheriff    | 603.4 | Bermuda Adrienne Smatt                      | 603.3  |
| Carabina de ar 10 metros (ISSF)             | Gotland Frida Eriksson                    | 244.1 | Gibraltar Mairead Lourdes Anne Sheriff    | 239.2 | Gotland Amanda Glansholm                    | 219.8  |

### Evento aberto
| Evento                                                     | Ouro                                               | Ouro      | Prata                                                    | Prata     | Bronze                                                     | Bronze    |
| ---------------------------------------------------------- | -------------------------------------------------- | --------- | -------------------------------------------------------- | --------- | ---------------------------------------------------------- | --------- |
| Divisão padrão (IPSC)                                      | Ilha de Wight Richard Clifton                      | 685.451   | Ilhas Cayman Ales Cevela                                 | 634.9683  | Jersey James Daly                                          | 612.7204  |
| Divisão padrão (IPSC) - Equipe                             | Jersey Tobias Cabaret James Daly                   | 1192.0483 | Gibraltar John Holmes Edward Yome                        | 1116.9122 | Ilha de Wight Richard Clifton Ian Grimes                   | 1059.3146 |
| Open Division (IPSC)                                       | Gibraltar Stephen Borge                            | 709.6634  | Gibraltar Mario Apap                                     | 605.0448  | Ilhas Cayman Ales Cevela                                   | 575.0452  |
| Open Division (IPSC) - Equipe                              | Gibraltar Mario Apap Stephen Borge                 | 1314.7082 | Jersey Alain Cabaret Michael Nolan                       | 874.9846  | Åland Victor Erikslund Tomas Mörn                          | 842.7699  |
| Revolver WA 1500 48 Shot-Max 6" Barrel - Individual        | Jersey Mark Dubras                                 | 473       | Guernsey Andrew Torode                                   | 471       | Jersey Benjamin Videgrain                                  | 470       |
| Revolver WA 1500 48 Shot-Max 6" Barrel - Equipe            | Jersey Mark Dubras / Benjamin Videgrain            | 939       | Hitra Roy Aune / Jørgen Olsen                            | 922       | Guernsey James Straughan / Andrew Torode                   | 919       |
| Pistola policial 1                                         | Guernsey James Straughan                           | 298       | Guernsey Andrew Torode                                   | 296       | Jersey Mark Dubras                                         | 295       |
| Pistola policial 1 - Equipe                                | Jersey Mark Dubras / Benjamin Videgrain            | 579       | Gibraltar Stephen Borge / John Holmes                    | 578       | Guernsey James Straughan / Andrew Torode                   | 576       |
| Service Pistol B                                           | Jersey Mark Dubras                                 | 109       | Hitra Jørgen Olsen                                       | 103       | Guernsey Andrew Torode                                     | 102       |
| Service Pistol B - Equipe                                  | Guernsey James Straughan / Andrew Torode           | 210       | Jersey Mark Dubras / Benjamin Videgrain                  | 208       | Hitra Roy Aune / Jørgen Olsen                              | 178       |
| Carabina deitada 50 metros Smallbore (ISSF) - Equipe       | Ilha de Wight Dominic Cowen / Andrew Whittall      | 1233.8    | Jersey Sarah Campion / Susan De Gruchy                   | 1221.9    | Gibraltar Natalie Jade Piri / Mairead Lourdes Anne Sheriff | 1217.7    |
| Carabina em 3 posições 50 metros Smallbore (ISSF)          | Jersey Cameron Pirouet                             | 443.1     | Gotland Frida Eriksson                                   | 439.4     | Orkney Robert Spence                                       | 417.3     |
| Carabina em 3 posições 50 metros Smallbore (ISSF) - Equipe | Jersey Toby Baillon / Cameron Pirouet              | 2219      | Gibraltar Kristina Hewitt / Mairead Lourdes Anne Sheriff | 2161      | Gotland Björn Ahlby / Lars-Olof Larsson                    | 2159      |
| Carabina de ar 10 metros (ISSF) - Equipe                   | Jersey Darren Fry / Cameron Pirouet                | 1217.2    | Gibraltar Stephanie Piri / Mairead Lourdes Anne Sheriff  | 1213.6    | Gotland Amanda Glansholm / Erica Karlsson                  | 1210.2    |
| Skeet Olímpico - Individual                                | Ilhas Faroé Marius Fríðálvur Joensen               | 49        | Gotland Fredrik Melin                                    | 45        | Åland Marcus Påvals                                        | 36        |
| Skeet Olímpico - Equipe                                    | Ilhas Faroé Tórur Fløtt / Marius Fríðálvur Joensen | 173       | Åland Bengt-Olof Lindgren / Marcus Påvals                | 161       | Gotland Carl-Göran Hederstedt / Fredrik Melin              | 159       |
| Fossa olímpica - Individual                                | Minorca Juan Manuel Bosch                          | 41        | Ilhas Faroé Alex Johannesen                              | 38        | Gibraltar Kevin Cowles                                     | 30        |
| Fossa olímpica - Equipe                                    | Minorca Juan Manuel Bosch / Sebastià Moll          | 174       | Sark Nicholas Dewe / Stefan Roberts                      | 171       | Ilha de Man David Walton / Robert Watterson                | 166       |
| Automatic Ball Trap - Individual                           | Ilhas Faroé Alex Johannesen                        | 140       | Jersey Thomas Burns                                      | 138       | Minorca Juan Manuel Bosch                                  | 137       |
| Automatic Ball Trap - Equipe                               | Ilha de Man Mark Riley / Alan Wade                 | 183       | Guernsey Darren Burtenshaw / Alexander Williams          | 182       | Jersey Mark Andrews / Thomas Burns                         | 182       |
| Carabina de ar 10 metros (ISSF) - Equipe mista             | Jersey Caitlin Mills Cameron Pirouet               | 483.4     | Gotland Frida Eriksson Andreas Karlsson                  | 480.4     | Gibraltar Stephanie Piri James Scott                       | 413.6     |